# 3. HNL – Jug 2018./19.
Treću HNL – Jug u sezoni 2018./19. čini 16 klubova. Plasman u 2. HNL ostvaruje prvak lige, ili u nedostatku licence za prvaka drugoplasirana ili trećeplasirana momčad. 
 
Prvak je postao Junak iz Sinja, ali se u 2. HNL plasirala samo  Croatia iz Zmijavaca.  

## Sudionici
| | |  |
| Splitsko-dalmatinska županija - Croatia – Zmijavci - Hrvace – Hrvace - Imotski – Imotski - Junak – Sinj - Kamen – Ivanbegovina, Podbablje - Primorac – Stobreč, Split - Split – Split - Urania – Baška Voda - Uskok – Klis | Dubrovačko-neretvanska županija - BŠK Zmaj – Blato - GOŠK – Dubrovnik 1919 – Dubrovnik - Jadran LP – Ploče - Neretva – Metković - Neretvanac – Opuzen Šibensko-kninska županija - Zagora – Unešić Zadarska županija - Primorac – Biograd na Moru |  |

## Ljestvica
| mj. | klub.                    | ut. | pob. | ner. | por. | gol+ | gol- | bod     |
| --- | ------------------------ | --- | ---- | ---- | ---- | ---- | ---- | ------- |
| 1.  | Junak Sinj               | 30  | 16   | 7    | 7    | 59   | 39   | 55      |
| 2.  | Primorac Biograd na Moru | 30  | 16   | 5    | 9    | 52   | 31   | 53      |
| 3.  | Croatia Zmijavci         | 30  | 16   | 5    | 9    | 44   | 38   | 53      |
| 4.  | Uskok Klis               | 30  | 14   | 7    | 9    | 58   | 42   | 49      |
| 5.  | Kamen Ivanbegovina       | 30  | 13   | 8    | 9    | 45   | 38   | 47      |
| 6.  | GOŠK – Dubrovnik 1919    | 30  | 12   | 8    | 10   | 42   | 34   | 44      |
| 7.  | Urania Baška Voda        | 30  | 13   | 5    | 12   | 49   | 45   | 44      |
| 8.  | Neretva Metković         | 30  | 12   | 6    | 12   | 48   | 40   | 42      |
| 9.  | Jadran Luka Ploče        | 30  | 11   | 8    | 11   | 46   | 35   | 41      |
| 10. | Hrvace                   | 30  | 12   | 5    | 13   | 52   | 53   | 41      |
| 11. | BŠK Zmaj Blato           | 30  | 11   | 5    | 14   | 42   | 62   | 38      |
| 12. | Neretvanac Opuzen        | 30  | 10   | 6    | 14   | 52   | 61   | 36      |
| 13. | Split                    | 30  | 9    | 11   | 10   | 51   | 44   | 32 (-6) |
| 14. | Zagora Unešić            | 30  | 8    | 8    | 14   | 31   | 52   | 32      |
| 15. | Primorac Stobreč         | 30  | 8    | 6    | 16   | 43   | 63   | 30      |
| 16. | Imotski                  | 30  | 5    | 8    | 17   | 35   | 72   | 23      |

## Raspored i rezultati utakmica
Izvori: 

Ažurirano: 19. lipnja 2019.  
| 1. kolo                          | 1. kolo |
| -------------------------------- | ------- |
| 25. kolovoza 2018.               |         |
| GOŠK Dubrovnik 1919 – Primorac B | 2:3     |
| Split – Croatia                  | 2:1     |
| Imotski – Jadran LP              | 1:6     |
| Junak – BŠK Zmaj                 | 4:0     |
| Neretvanac – Hrvace              | 2:1     |
| Neretva – Kamen                  | 0:0     |
| Primorsc S – Uskok               | 6:1     |
| Zagora – Urania                  | 1:0     |
|                                  |         |

| 2. kolo                     | 2. kolo |
| --------------------------- | ------- |
| 1. rujna 2018.              |         |
| Primorac B – Urania         | 2:3     |
| Uskok – Zagora              | 7:0     |
| Kamen – Primorac S          | 3:1     |
| Hrvace – Neretva            | 1:0     |
| Jadran LP – Junak           | 1:2     |
| GOŠK Dubrovnik 1919 – Split | 1:0     |
| 2. rujna 2018.              |         |
| BŠK Zmaj – Neretvanac       | 2:4     |
| Croatia – Imotski           | 1:1     |
|                             |         |

| 3. kolo                       | 3. kolo |
| ----------------------------- | ------- |
| 8. rujna 2018.                |         |
| Split – Primorac B            | 1:1     |
| Imotski – GOŠK Dubrovnik 1919 | 0:0     |
| Junak – Croatia               | 4:1     |
| Neretva – BŠK Zmaj            | 3:0     |
| Zagora – Kamen                | 3:0     |
| 9. rujna 2018.                |         |
| Neretvanac – Jadran LP        | 1:0     |
| Primorac S – Hrvace           | 3:1     |
| Urania – Uskok                | 2:1     |
|                               |         |

| 4. kolo                     | 4. kolo |
| --------------------------- | ------- |
| 15. rujna 2018.             |         |
| Primorac B – Uskok          | 1:0     |
| Kamen – Urania              | 2:1     |
| Hrvace – Zagora             | 0:0     |
| Jadran LP – Neretva         | 0:0     |
| GOŠK Dubrovnik 1919 – Junak | 3:4     |
| Split – Imotski             | 1:0     |
| 16. rujna 2018.             |         |
| BŠK zmaj – Primorac S       | 3:0     |
| Croatia – Neretvanac        | 2:1     |
|                             |         |

| 5. kolo                          | 5. kolo |
| -------------------------------- | ------- |
| 22. rujna 2018.                  |         |
| Imotski – Primorac B             | 1:0     |
| Junak – Split                    | 2:1     |
| Neretva – Croatia                | 0:1     |
| Primorac S – Jadran LP           | 2:1     |
| Zgora – BŠK Zmaj                 | 3:0     |
| Uskok – Kamen                    | 1:0     |
| 23. rujna 2018.                  |         |
| Neretvanac – GOŠK Dubrovnik 1919 | 0:0     |
| Urania – Hrvace                  | 1:0     |
|                                  |         |

| 6. kolo                       | 6. kolo |
| ----------------------------- | ------- |
| 30. rujna 2018.               |         |
| Primorac B – Kamen            | 4:2     |
| Hrvace – Uskok                | 0:2     |
| BŠK Zmaj – Urania             | 1:3     |
| Jadran LP – Zagora            | 3:0     |
| Croatia – Primorac S          | 0:0     |
| GOŠK Dubrovnik 1919 – Neretva | 1:0     |
| Split – Neretvanac            | 1:2     |
| Imotski – Junak               | 1:5     |
|                               |         |

| 7. kolo                          | 7. kolo |
| -------------------------------- | ------- |
| 6. listopada 2018.               |         |
| Junak – Primorac B               | 2:0     |
| Neretva – Split                  | 4:0     |
| Zagora – Croatia                 | 0:1     |
| Urania – jadran LP               | 0:1     |
| Uskok – BŠK Zmaj                 | 7:1     |
| Kamen – Hrvace                   | 2:0     |
| 7. listopada 2018.               |         |
| Neretvanac – Imotski             | 3:0     |
| Primorac S – GOŠK Dubrovnik 1919 | 1:1     |
|                                  |         |

| 8. kolo                      | 8. kolo |
| ---------------------------- | ------- |
| 13. listopada 2018.          |         |
| Primorac B – Hrvace          | 3:0     |
| Jadran LP Uskok              | 2:4     |
| GOŠK Dubrovnik 1919 – Zagora | 3:0     |
| Split – Primorac S           | 5:1     |
| Imotski – Neretva            | 0:2     |
| Junak – Neretvanac           | 2:1     |
| 14. listopada 2018.          |         |
| BŠK Zmaj – Kamen             | 1:2     |
| Croatia – Urania             | 2:0     |
|                              |         |

| 9. kolo                      | 9. kolo |
| ---------------------------- | ------- |
| 20. listopada 2018.          |         |
| Neretva – Junak              | 2:1     |
| Zagora – Split               | 1:1     |
| Uskok – Croatia              | 2:0     |
| Kamen – Jadran LP            | 2:2     |
| Hrvace – BŠK Zmaj            | 6:0     |
| 21. listopada 2018.          |         |
| Neretvanac – Primorac B      | 0:3     |
| Primorac S – Imotski         | 2:3     |
| Urania – GOŠK Dubrovnik 1919 | 3:2     |
|                              |         |

| 10. kolo                    | 10. kolo |
| --------------------------- | -------- |
| 27. listopada 2018.         |          |
| Primorac B – BŠK Zmaj       | 1:0      |
| Jadran LP – Hrvace          | 4:0      |
| GOŠK Dubrovnik 1919 – Uskok | 0:1      |
| Split – Urania              | 0:3      |
| Imotski – Zagora            | 1:1      |
| 28. listopada 2018.         |          |
| Neretvanac – Neretva        | 2:2      |
| 6. studenog 2018.           |          |
| Croatia – Kamen             | 1:1      |
| 7. studenog 2018.           |          |
| Junak – Primorac S          | 4:0      |
|                             |          |

| 11. kolo                    | 11. kolo |
| --------------------------- | -------- |
| 3. studenog 2018.           |          |
| Neretva – Primorac B        | 1:2      |
| Zagora – Junak              | 2:2      |
| Uskok – Split               | 0:0      |
| Kamen – GOŠK Dubrovnik 1919 | 0:1      |
| Hrvace – Croatia            | 2:1      |
| 4. studenog 2018.           |          |
| Primorac S – Neretvanac     | 6:1      |
| Urania – Imotski            | 3:0      |
| BŠK Zmaj – Jadran LP        | 0:1      |

| 12. kolo                     | 12. kolo |
| ---------------------------- | -------- |
| 10. studenog 2018.           |          |
| Primorac B – Jadran LP       | 0:1      |
| GOŠK Dubrovnik 1919 – Hrvace | 4:0      |
| Split – Kamen                | 1:3      |
| Imotski – Uskok              | 1:1      |
| Junak – Urania               | 0:0      |
| Neretva – Primorac S         | 4:1      |
| 11. studenog 2018.           |          |
| Croatia – BŠK Zmaj           | 1:0      |
| Neretvanac – Zagora          | 1:1      |
|                              |          |

| 13. kolo                       | 13. kolo |
| ------------------------------ | -------- |
| 17. studenog 2018.             |          |
| Zagora – Neretva               | 1:1      |
| Uskok – Junak                  | 1:1      |
| Kamen – Imotski                | 2:1      |
| Hrvace – Split                 | 2:1      |
| Jadran LP –Ccroatia            | 2:0      |
| 18. studenog 2018.             |          |
| Primorac S – Primorac B        | 1:1      |
| Urania – Neretvanac            | 6:2      |
| BŠK Zmaj – GOŠK Dubrovnik 1919 | 1:0      |
|                                |          |

| 14. kolo                        | 14. kolo |
| ------------------------------- | -------- |
| 24. studenog 2018.              |          |
| Primorac B – Croatia            | 3:2      |
| GOŠK Dubrovnik 1919 – Jadran LP | 2:0      |
| Split – BŠK Zmaj                | 4:0      |
| Imotski – Hrvace                | 1:3      |
| Junak – Kamen                   | 2:0      |
| Neretva – Urania                | 3:0      |
| 25. studenog 2018.              |          |
| Neretvanac – Uskok              | 1:3      |
| Primorac S – Zagora             | 2:1      |
|                                 |          |

| 15. kolo                      | 15. kolo |
| ----------------------------- | -------- |
| 1. prosinca 2018.             |          |
| Zagora – Primorac B           | 1:1      |
| Uskok – Neretva               | 3:2      |
| Kamen – Neretvanac            | 2:1      |
| Hrvace – Junak                | 3:0      |
| BŠK Zmaj – Imotski            | 4:1      |
| Jadran LP – Split             | 1:1      |
| 2. prosinca 2018.             |          |
| Urania – Primorac S           | 1:1      |
| Croatia – GOŠK Dubrovnik 1919 | 2:1      |
|                               |          |

| 16. kolo                         | 16. kolo |
| -------------------------------- | -------- |
| 23. veljače 2019.                |          |
| Primorac B – GOŠK Dubrovnik 1919 | 3:1      |
| Jadran LP – Imotski              | 1:1      |
| Kamen – Neretva                  | 3:1      |
| 24. veljače 2019.                |          |
| Croatia – Split                  | 3:1      |
| BŠK Zmaj – Junak                 | 2:1      |
| Urania – Zagora                  | 3:0      |
| 26. veljače 2019.                |          |
| Uskok – Primorac S               | 4:0      |
| 6. ožujka 2019.                  |          |
| Hrvace – Neretvanac              | 1:1      |
|                                  |          |

| 17. kolo                    | 17. kolo |
| --------------------------- | -------- |
| 2. ožujka 2019.             |          |
| Zagora – Uskok              | 1:2      |
| Neretva – Hrvace            | 2:1      |
| Junak – Jadran LP           | 0:0      |
| Imotski – Croatia           | 1:2      |
| Split – GOŠK Dubrovnik 1919 | 3:1      |
| 3. ožujka 2019.             |          |
| Urania – Primorac B         | 2:1      |
| Primorac S – Kamen          | 1:1      |
| Neretvanac – BŠK Zmaj       | 2:       |
|                             |          |

| 18. kolo                      | 18. kolo |
| ----------------------------- | -------- |
| 9. ožujka 2019.               |          |
| Primorac B – Split            | 4:0      |
| GOŠK Dubrovnik 1919 – Imotski | 1:1      |
| Jadran LP – Neretvanac        | 1:1      |
| Hrvace – Primorac S           | 6:2      |
| Kamen – Zagora                | 3:0      |
| Uskok – Urania                | 2:1      |
| 10. ožujka 2019.              |          |
| Croatia – Junak               | 3:0      |
| BŠK Zmaj – Neretva            | 2:0      |
|                               |          |

| 19. kolo                    | 19. kolo |
| --------------------------- | -------- |
| 16. ožujka 2019.            |          |
| Uskok – Primorac B          | 0:1      |
| Zagora – Hrvace             | 0:2      |
| Neretva – Jadran LP         | 2:1      |
| Neretvanac – Croatia        | 4:1      |
| Junak – GOŠK Dubrovnik 1919 | 2:1      |
| Imotski – Split             | 0:3      |
| 17. ožujka 2019.            |          |
| Urania – Kamen              | 1:0      |
| Primorac – BŠK Zmaj         | 2:3      |
|                             |          |

| 20. kolo                         | 20. kolo |
| -------------------------------- | -------- |
| 23. ožujka 2019.                 |          |
| Primorac B – Imotski             | 1:2      |
| Split – Junak                    | 0:0      |
| GOŠK Dubrovnik 1919 – Neretvanac | 3:1      |
| Jadran LP – Primorac S           | 1:0      |
| Hrvace – Urania                  | 2:1      |
| Kamen- Uskok                     | 4:2      |
| 24. ožujka 2019.                 |          |
| Croatia – Neretva                | 4:1      |
| BŠK Zmaj – Zagora                | 2:2      |
|                                  |          |

| 21. kolo                      | 21. kolo |
| ----------------------------- | -------- |
| 30. ožujka 2019.              |          |
| Kamen – Primorac B            | 0:0      |
| Uskok – Hrvace                | 2:2      |
| Zagora – Jadran LP            | 2:0      |
| Neretva – GOŠK Dubrovnik 1919 | 3:0      |
| Junak – Imotski               | 3:2      |
| 31. ožujka 2019.              |          |
| Urania – BŠK Zmaj             | 5:2      |
| Primorac S – Croatia          | 0:1      |
| Neretvanac – Split            | 1:4      |
|                               |          |

| 22. kolo                         | 22. kolo |
| -------------------------------- | -------- |
| 6. travnja 2019.                 |          |
| Primorac B – Junak               | 3:1      |
| Imotski – Neretvanac             | 2:4      |
| Split – Neretva                  | 2:2      |
| Jadran LP – Urania               | 7:0      |
| Hrvace – Kamen                   | 3:1      |
| 7. travnja 2019.                 |          |
| GOŠK Dubrovnik 1919 – Primorac S | 1:0      |
| Croatia – Zagora                 | 1:0      |
| BŠK Zmaj – Uskok                 | 2:0      |
|                                  |          |

| 23. kolo                     | 23. kolo |
| ---------------------------- | -------- |
| 13. travnja 2019.            |          |
| Hrvace – Primorac B          | 1:0      |
| Kamen – BŠK Zmaj             | 4:1      |
| Uskok – Jadran LP            | 2:1      |
| Zagora – GOŠK Dubrovnik 1919 | 1:3      |
| Neretva – Imotski            | 3:3      |
| Neretvanac – Junak           | 3:1      |
| 14. travnja 2019.            |          |
| Urania – Croatia             | 1:1      |
| Primorac S – Split           | 1:1      |
|                              |          |

| 24. kolo                     | 24. kolo |
| ---------------------------- | -------- |
| 20. travnja 2019.            |          |
| Primorac B – Neretvanac      | 4:0      |
| Junak – Neretva              | 2:0      |
| Imotski – Primorac S         | 3:2      |
| Split – Zagora               | 0:1      |
| GOŠK Dubrovnik 1919 – Urania | 2:0      |
| Jadran LP – Kamen            | 3:0      |
| 22. travnja 2019.            |          |
| Croatia – Uskok              | 1:0      |
| 23. travnja 2019.            |          |
| BŠK Zmaj – Hrvace            | 2:1      |
|                              |          |

| 25. kolo                    | 25. kolo |
| --------------------------- | -------- |
| 27. travnja 2019.           |          |
| BŠK Zmaj – Primorac B       | 1:1      |
| Hrvace – Jadran LP          | 1:1      |
| Kamen – Croatia             | 2:0      |
| Uskok – GOŠK Dubrovnik 1919 | 1:1      |
| Zagora – Imotski            | 3:1      |
| Neretva – Neretvanac        | 1:0      |
| 28. travnja 2019.           |          |
| Urania – Split              | 0:0      |
| Primorac S – Junak          | 2:1      |
|                             |          |

| 26. kolo                    | 26. kolo |
| --------------------------- | -------- |
| 4. svibnja 2019.            |          |
| Primorac B – Neretva        | 2:0      |
| Neretvanac – Primorac S     | 5:1      |
| Junak – Zagora              | 3:1      |
| Imotski – Urania            | 3:2      |
| Split – Uskok               | 3:3      |
| GOŠK Dubrovnik 1919 – Kamen | 1:0      |
| Jadran LP – BŠK Zmaj        | 1:1      |
| 5. svibnja 2019.            |          |
| Croatia – Hrvace            | 4:1      |
|                             |          |

| 27. kolo                     | 27. kolo |
| ---------------------------- | -------- |
| 11. svibnja 2019.            |          |
| Jadran LP – Primorac B       | 1:0      |
| Hrvace – GOŠK Dubrovnik 1919 | 1:1      |
| Kamen – Split                | 1:1      |
| Uskok – Imotski              | 2:0      |
| Zagora – Neretvanac          | 3:2      |
| 12. svibnja 2019.            |          |
| Urania – Junak               | 1:1      |
| Primorac S – Neretva         | 2:1      |
| 15. svibnja 2019.            |          |
| BŠK Zmaj – Croatia           | 4:1      |
|                              |          |

| 28. kolo                       | 28. kolo |
| ------------------------------ | -------- |
| 18. svibnja 2019.              |          |
| Primorac B – Primorac S        | 2:0      |
| Neretva – Zagora               | 3:0      |
| Neretvanac – Urania            | 2:0      |
| Junak – Uskok                  | 3:2      |
| Imotski – Kamen                | 1:1      |
| Split – Hrvace                 | 5:2      |
| GOŠK Dubrovnik 1919 – BŠK Zmaj | 0:0      |
| Croatia – Jadran LP            | 1:0      |
|                                |          |

| 29. kolo                        | 29. kolo |
| ------------------------------- | -------- |
| 22. svibnja 2019.               |          |
| Jadran LP – GOŠK Dubrovnik 1919 | 1:3      |
| 25. svibnja 2019.               |          |
| Croatia – Primorac B            | 3:2      |
| BŠK Zmaj – Split                | 1:1      |
| Hrvace – Imotski                | 7:2      |
| Kamen – Junak                   | 1:1      |
| Uskok – Neretvanac              | 2:2      |
| Urania – Neretva                | 4:2      |
| Zagora – Primorac S             | 2:1      |
|                                 |          |

| 30. kolo                      | 30. kolo |
| ----------------------------- | -------- |
| 1. lipnja 2019.               |          |
| Primorac B – Zagora           | 3:0      |
| Primorac S- Urania            | 2:1      |
| Neretva – Uskok               | 3:0      |
| Neretvanac – Kamen            | 2:3      |
| Junak – Hrvace                | 5:2      |
| Imotski – BŠK Zmaj            | 1:3      |
| Split – Jadran LP             | 6:2      |
| GOŠK Dubrovnik 1919 – Croatia | 2:2      |
|                               |          |

## Najbolji strijelci
Izvori:
Strijelci 10 i više pogodatka: 
| 25 golova - Drago Gabrić (Split) 21 gola - Baldo Cicljelj (GOŠK – Dubrovnik 1919) 16 golova - Petar Bašić-Šiško (Junak) - Stanislav Vasilj (Neretvanac) 14 golova - Tomislav Gudelj (Croatia) 13 golova - Luka Juričić (Neretva) 11 golova - Mario Pejković (Urania) 10 golova - Leo Andrić (Junak) |

Ažurirano: 19. lipnja 2019.

## Unutrašnje poveznice
- 3. HNL – Jug
- 2. HNL 2018./19.
- 3. HNL – Istok 2018./19.
- 3. HNL – Zapad 2018./19.
- 1. ŽNL Dubrovačko-neretvanska 2018./19.
- 1. ŽNL Splitsko-dalmatinska 2018./19.
- ŽNL Šibensko-kninska 2018./19.
- 1. ŽNL Zadarska 2018./19.

## Vanjske poveznice
- hns-cff.hr, 3. HNL Jug
- hns-cff.hr, Središte Split
- facebook.com, 3. HNL Jug
- bsk-zmaj.hr, 3. HNL Jug, ljestvica  Arhivirana inačica izvorne stranice od 21. kolovoza 2017. (Wayback Machine)
- bsk-zmaj.hr, 3. HNL Jug , raspored i rezultati  Arhivirana inačica izvorne stranice od 17. kolovoza 2016. (Wayback Machine)